# Enganyapastors cuapintat
L'enganyapastors cuapintat (Hydropsalis maculicaudus) és una espècie d'ocell de la família dels caprimúlgids (Caprimulgidae) que habita boscos, sabanes i aiguamolls al sud de Mèxic, est d'Hondures, nord-est de Nicaragua, nord i est de Colòmbia, Veneçuela, Guaiana, Brasil, sud-est del Perú i nord i est de Bolívia.